# بارتزاگو
بارتزاگو (به ایتالیایی: Barzago) یک کومونه در ایتالیا است که در استان لکو واقع شده‌است. بارتزاگو ۳٫۶ کیلومتر مربع مساحت و ۲٬۵۰۵ نفر جمعیت دارد و ۳۵۸ متر بالاتر از سطح دریا واقع شده‌است.